# Evelyn Fauth
Evelyn Fauth, née le 27 novembre 1976 à Sankt Peter im Sulmtal, est une joueuse de tennis autrichienne, professionnelle entre 1993 et 2005.

## Carrière
Elle a remporté 5 tournois ITF en simple dont le $25,000 de Espinho en 1999 et un tournoi en double. Elle a atteint les demi-finales à Albuquerque en 2002.
En 2000, issue des qualifications, elle remporte son unique match dans un tournoi WTA en battant Anne-Gaëlle Sidot lors du premier tour de l'US Open (6-4, 7-66).
Elle a représenté l'Autriche en Fed Cup en 2002 et 2003. La première année, elle a battu Jennifer Capriati sur forfait et s'est inclinée contre Monica Seles (6-3, 6-3).

## Palmarès

### Titre en simple dames
Aucun

### Finale en simple dames
Aucune

### Titre en double dames
Aucun

### Finale en double dames
Aucune

## Parcours en Grand Chelem

### En simple dames
| Année | Open d'Australie | Open d'Australie | Internationaux de France | Internationaux de France | Wimbledon | Wimbledon | US Open        | US Open        |
| 2001  | -                | -                | -                        | -                        | -         | -         | 2e tour (1/32) | Virginia Ruano |

À droite du résultat, l’ultime adversaire.

### En double dames
N'a jamais participé à un tableau final.

### En double mixte
N'a jamais participé à un tableau final.

## Parcours en Fed Cup
| #                                                                | Date       | Lieu           | Surface      | Gagnante(s)                   | Perdante(s)                 | Score         |          |
|                                                                  |            |                |              |                               |                             |               |          |
| 2002 - 1er tour (groupe mondial) - États-Unis - Autriche - 2 : 3 |            |                |              |                               |                             |               |          |
| 1                                                                | 27/04/2002 | Charlotte (NC) | Terre (ext.) | Evelyn Fauth                  | Jennifer Capriati           | Forfait       | Parcours |
| 1                                                                | 27/04/2002 | Charlotte (NC) | Terre (ext.) | Monica Seles                  | Evelyn Fauth                | 6-3, 6-3      | Parcours |
| 1                                                                | 27/04/2002 | Charlotte (NC) | Terre (ext.) | Lisa Raymond Monica Seles     | Evelyn Fauth Marion Maruska | 6-1, 7-64     | Parcours |
|                                                                  |            |                |              |                               |                             |               |          |
| 2003 - 1er tour (groupe mondial) - Belgique - Autriche - 5 : 0   |            |                |              |                               |                             |               |          |
| 2                                                                | 26/04/2003 | Bree           | Terre (int.) | Kim Clijsters                 | Evelyn Fauth                | 4-6, 6-2, 6-2 | Parcours |
| 2                                                                | 26/04/2003 | Bree           | Terre (int.) | Els Callens                   | Evelyn Fauth                | 7-60, 6-2     | Parcours |
|                                                                  |            |                |              |                               |                             |               |          |
| 2003 - Barrage (groupe mondial I) - Autriche - Canada - 4 : 1    |            |                |              |                               |                             |               |          |
| 3                                                                | 19/07/2003 | Neudörfl       | Terre (ext.) | Sonya Jeyaseelan Vanessa Webb | Sybille Bammer Evelyn Fauth | 7-5, 6-2      | Parcours |

## Classements WTA

### Classements en simple en fin de saison
| Année | 1993 | 1994 | 1995 | 1996 | 1997 | 1998 | 1999 | 2000 | 2001 | 2002 | 2003 | 2004 | 2005 |
| Rang  | 615  | 467  | 552  | 347  | 275  | 300  | 162  | 190  | 152  | 169  | 200  | 372  | 301  |

Source : (en) « Classements de Evelyn Fauth », sur le site officiel du WTA Tour

### Classements en double en fin de saison
| Année | 1993 | 1994 | 1995 | 1996 | 1997 | 1998 | 1999 | 2000 | 2001 | 2002 | 2003 |
| Rang  | 627  | 585  | 531  | 609  | 510  | 461  | 495  | 309  | -    | 770  | 760  |

Source : (en) « Classements de Evelyn Fauth », sur le site officiel du WTA Tour